# بخش گرمادوز
بخش گرمادوز ، یکی از بخش‌های شهرستان خداآفرین در استان آذربایجان شرقی ایران است. مرکز این بخش، شهر لاریجان است.